# 848

## Nașteri
- dată necunoscută: Ingólfur Arnarson  (d. 910)

## Decese
- 16 aprilie: Abu Yazid al-Bistami  (n. 804)